# Acharya
Acharya é um termo sânscrito que deriva da raiz car, que significa “fazer com que outros sigam” ou “seguidor”.  Usando o prefixo "a"(“completamente ou totalmente”), e o sufixo nominal de agente nyatya (“aquele que”). Formam o significado de “aquele que segue as escrituras (dharma) completamente” e/ou “aquele que orienta os outros a segui-las”. Assim, a palavra implica algo mais do “professor”; significa também aquele que segue o que ensina. Por aí se vê que há dois aspectos básicos do significado de acharya: por um lado, ele é aquele que ensina; por outro, é o exemplo daquilo que ensina.
Freqüentemente é acrescentada ao nome de uma pessoa, denotando respeito, como no caso de Shankaracharya.
Um acharya além de ser um respeitável guru, pode se destacar em uma das filosofias hindus como o Vedanta, o Yoga ou ser um especialista em sânscrito.   Sempre  com o objetivo de tentar fazer o aluno ver a verdade por si mesmo. Os acharyas sempre foram a lideres de alguma escola do conhecimento hindu sampradaya, partindo do princípio que se o próprio professor não for capaz de ver a verdade, ele não poderá ensinar ninguém.  Ele não estará apto a apontar as áreas de incompreensão, uma vez que ele mesmo não compreendeu. 
Em outras áreas do conhecimento isso não é tão crítico. De fato, nunca é possível dominar todos os aspectos de uma dada área de conhecimento, e não se espera um tal domínio por parte de um professor. Existe sempre algo mais para se aprender. Porém, esse não é o caso em uma das escolas de filosofia hindu. Se alguém falha na compreensão de que é, na verdade, o Infinito, necessariamente se torna finito. Esse equívoco é significativo, equivale, a compreensão que se tinha antes de receber o ensinamento; nada foi aprendido. O professor deve, portanto, ser um exemplo daquilo que ensina. Ele deve entender inteiramente o significado do que ensina.
Nas mãos de um verdadeiro acharya, a escritura torna-se um instrumento que o auxilia na tarefa de levar o aluno a ver a verdade do si; a escritura por si mesma é importante. E o acharya, pela clareza de sua visão, que valida as palavras da escritura. Por esse motivo, toda a reverência prestada à escritura é também prestada ao acharya. Ele se torna uma escritura viva, capaz de fazer os outros vejam a verdade por si mesmos.
Entre os mais famosos acharyas podemos citar: Adi Sankara, Ramanuja, Madhva e Caitanya Mahaprabhu, Bhaktivedanda Swami ( ou Prabhupada, para os seus discípulos) e Srila Narayana Gosvami Maharaj. Atribui-se a A.C Bahktivedanta Swami,  a popularização do termo no Ocidente, já que nos livros do mestre ele é chamado de Fundador-Acharya (do Movimento Hare Krishna ou da Sociedade internacional para a Consciência de Krishna (ISKCON).
No Jainismo os principais Acharyas são: Sthulabhadra, Haribhadra e Hemachandra da  ordem de Svetambar, e Kundakunda, Akalanka, Jinasena, Nemichandra da ordem de Digambar. 
Do Moderno Jainismo incluem os Acharyas:  Digambar Vidyasagar, Vidyanand e Svetambar Mahaprajna, Sushil Kumar, Padma Sagar Suri. No Jainismo, um Acharya é um pancha-paremeshtis.